# Manuel Bronchud i Guisoni
Manuel Bronchud i Guisoni (Barcelona, 21 de desembre de 1923 - Barcelona, 10 de març del 2012) va ser un actor de teatre i cinema català.

## Recorregut professional

### Teatre
- 1973. TV 2000 de Manuel Medina. Estrenada al Martin's cafè-teatre de Barcelona.

### Cinema
- 1956. Pasión bajo el sol. dir: Antonio Isasi-Isasmendi.
- 1957. Su desconsolada esposa. dir: Miguel Iglesias.
- 1959. Diego Correntes. dir: Antonio Isasi-Isasmendi.
- 1960. Llama un tal Esteban. dir: Pedro Luis Ramírez.
- 1961. Julia y el celacanto. dir: Antonio Momplet.
- 1962. El amor de los amores. dir: Juan de Orduña.
- 1962. ¿Dónde pongo este muerto?. dir: Pedro Luis Ramírez.
- 1962. Han matado un cadáver. dir: Julio Salvador.
- 1964. La cuarta ventana. dir: Julio Coll.
- 1964. Young Sánchez.[1] dir: Mario Camus.
- 1964. La barca sin pescador. dir: Josep Maria Forn.
- 1964. La bonda era a las doce. dir: Julio Salvador.
- 1965. Estambul 65. dir: Antonio Isasi-Isasmendi.
- 1965. El castigador. dir: Joan Bosch.
- 1966. El primer cuartel. dir: Ignacio F. Iquino.
- 1966. I cinque della vendetta. dir: Aldo Florio.
- 1967. Un homme à abattre. dir: Philippe Condroyer.
- 1968. La viudita Ye-Yé. dir: Joan Bosch.
- 1968. La Mini tía. dir: Ignacio F. Iquino.
- 1969. Legge della violenza: Tutti o nessuno. dir: Gianni Crea.
- 1969. Turistas y bribones. dir: Fernando Merino.
- 1981. Un millón por tu historia. dir: Ignacio F. Iquino.
- 1999. Els sense nom. dir: Jaume Balagueró
- 2007. [REC]. dir: Jaume Balagueró i Paco Plaza
- 2010. Pa Negre. dir: Agustí Villaronga